# Psycho Bunny
Psycho Bunny es una empresa privada de ropa y casa de moda para varones fundada en 2005 por Robert Godley y Robert Goldman. Tiene oficinas con sede en Nueva York –de donde es originaria– y en Montreal, Canadá. Conocida por su ropa masculina clásica, es común encontrar el logo de conejito de 4000 puntadas.

## Origen
La historia de la marca comenzó con la venta inicialmente de corbatas y bufandas a tiendas departamentales y especializadas; posteriormente habrían de expandirse con la venta de camisetas tipo polos e indumentaria de golf. En 2021 lanzaron su línea de ropa exterior y planes de expandir su oferta de accesorios posteriormente. También tiene una gama de camisas para niños.

### La calavera de conejo
El logotipo de Psycho Bunny fue creado por Godley para atraer a los hombres que quieren un logo en una camiseta polo que sea más atrevida que el caballo al galope de Polo Ralph Lauren o el cocodrilo de Lacoste. La marca cree que su atención al detalle, los botones de nácar, las costuras cónicas y los colores vibrantes también son parte de su atractivo.

### Última década
En la última década, ha experimentado una evolución de marca a gran escala. De la mano de Alen Brandman de Thread Collective Inc., con treinta años en la industria, y como licenciatario original de la marca, se identificó el crecimiento potencial de la marca al principio de su ciclo de vida y compró el 100 % de los derechos operativos y el 50 % de los derechos de propiedad intelectual en 2017. En 2021, Brandman adquirió la propiedad total de Psycho Bunny. 
En los últimos dos años, triplicó su negocio y comenzó una expansión global masiva. Para fines de 2022, la marca tenía más de cien tiendas en todo el mundo.